# Lipowka (rejon kiezski)
Lipowka (ros. Липовка) – wieś (dieriewnia) w Rosji, w Udmurcji, w rejonie kiezskim. W 2010 liczyła 123 mieszkańców.